# Elisabeta Sybille de Saxa-Weimar-Eisenach

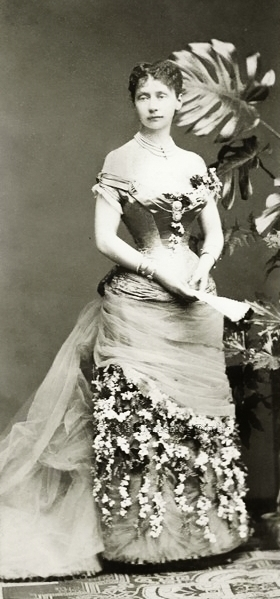
Prințesa Elisabeta Sybille de Saxa-Weimar-Eisenach

Prințesa Elisabeta Sybille de Saxa-Weimar-Eisenach (28 februarie 1854 – 10 iulie 1908) a fost prima soție a Ducelui Johann Albert de Mecklenburg, regent al Mecklenburg-Schwerin și al ducatului de Brunswick.

## Biografie
A fost fiica cea mică a Marelui Duce Karl Alexander de Saxa-Weimar-Eisenach și a Prințesei Sofia a Țărilor de Jos. Mama ei era sora regelui Willem al III-lea al Țărilor de Jos și fiica regelui Willem al II-lea al Țărilor de Jos și a reginei Anna Pavlovna.
La 6 noiembrie 1886. la Weimar, s-a căsătorit cu Ducele Johann Albert de Mecklenburg, fiul Marelui Duce Frederic Francisc al II-lea de Mecklenburg. Mariajul lor a rămas fără copii. Elisabeta a murit la Castelul Wiligrad, în apropiere de Lübstorf, la vârsta de 54 de ani.